# Kosárlabda a 2020. évi nyári olimpiai játékokon
A 2020. évi nyári olimpiai játékokon a kosárlabdatornákat július 24. és augusztus 8. között rendezik meg. A 3x3 kosárlabda férfi és női szakága is első alkalommal szerepel az olimpiák történetében.

## Éremtáblázat
(A táblázatokban a rendező nemzet sportolói eltérő háttérszínnel, az egyes számoszlopok legmagasabb értéke vagy értékei vastagítással kiemelve.)
| A 2020. évi nyári olimpiai játékok éremtáblázata kosárlabdában | A 2020. évi nyári olimpiai játékok éremtáblázata kosárlabdában | A 2020. évi nyári olimpiai játékok éremtáblázata kosárlabdában | A 2020. évi nyári olimpiai játékok éremtáblázata kosárlabdában | A 2020. évi nyári olimpiai játékok éremtáblázata kosárlabdában | Olimpia  |
| -------------------------------------------------------------- | -------------------------------------------------------------- | -------------------------------------------------------------- | -------------------------------------------------------------- | -------------------------------------------------------------- | -------- |
|                                                                | Ország                                                         | Arany                                                          | Ezüst                                                          | Bronz                                                          | Összesen |
| 1.                                                             | Egyesült Államok (USA)                                         | 3                                                              | 0                                                              | 0                                                              | 3        |
| 2.                                                             | Lettország (LAT)                                               | 1                                                              | 0                                                              | 0                                                              | 1        |
|                                                                |                                                                |                                                                |                                                                |                                                                |          |
| 3.                                                             | Az Orosz Olimpiai Bizottság versenyzői (ROC)                   | 0                                                              | 2                                                              | 0                                                              | 2        |
| 4.                                                             | Franciaország (FRA)                                            | 0                                                              | 1                                                              | 1                                                              | 2        |
| 5.                                                             | Japán (JPN)                                                    | 0                                                              | 1                                                              | 0                                                              | 1        |
|                                                                |                                                                |                                                                |                                                                |                                                                |          |
| 6.                                                             | Kína (CHN)                                                     | 0                                                              | 0                                                              | 1                                                              | 1        |
| 6.                                                             | Ausztrália (AUS)                                               | 0                                                              | 0                                                              | 1                                                              | 1        |
| 6.                                                             | Szerbia (SRB)                                                  | 0                                                              | 0                                                              | 1                                                              | 1        |
|                                                                |                                                                |                                                                |                                                                |                                                                |          |
| Összesen                                                       | Összesen                                                       | 4                                                              | 4                                                              | 4                                                              | 12       |

## Érmesek

### Férfi torna
| A 2020. évi nyári olimpiai játékok érmesei férfi kosárlabdában | A 2020. évi nyári olimpiai játékok érmesei férfi kosárlabdában | A 2020. évi nyári olimpiai játékok érmesei férfi kosárlabdában                                                                                             |
| --- | --- | --- |
| Arany | Ezüst | Bronz |
| Egyesült Államok (USA) | Franciaország (FRA) | Ausztrália (AUS) |
| Bam Adebayo Devin Booker Kevin Durant Jerami Grant Draymond Green Jrue Holiday Keldon Johnson Zach LaVine Damian Lillard JaVale McGee Khris Middleton Jayson Tatum | Andrew Albicy Nicolas Batum Petr Cornelie Nando de Colo Moustapha Fall Evan Fournier Rudy Gobert Thomas Heurtel Timothé Luwawu-Cabarrot Frank Ntilikina Vincent Poirier Guerschon Yabusele | Aron Baynes Matthew Dellavedova Dante Exum Chris Goulding Josh Green Joe Ingles Nick Kay Jock Landale Patty Mills Duop Reath Nathan Sobey Matisse Thybulle |

### Női torna
| A 2020. évi nyári olimpiai játékok érmesei női kosárlabdában | A 2020. évi nyári olimpiai játékok érmesei női kosárlabdában | A 2020. évi nyári olimpiai játékok érmesei női kosárlabdában | A 2020. évi nyári olimpiai játékok érmesei női kosárlabdában |
| --- | --- | --- | ------------------------------------------------------------ |
| Arany | Ezüst | Bronz |                                                              |
| Egyesült Államok (USA) | Japán (JPN) | Franciaország (FRA) |                                                              |
| Jewell Loyd Skylar Diggins-Smith Sue Bird Ariel Atkins Chelsea Gray A'ja Wilson Breanna Stewart Napheesa Collier Diana Taurasi Sylvia Fowles Tina Charles Brittney Griner | Nagaoka Moeko Takada Maki Mijosi Naho Macsida Rui Motohasi Nako Todo Nanaka Hajasi Szaki Mavuli Evelyn Mijazaki Szaori Mijazava Juki Akaho Himavari Okoye Monika | Alexia Chartereau Héléna Ciak Alix Duchet Marine Fauthoux Sandrine Gruda Marine Johannès Sarah Michel Endéné Miyem Iliana Rupert Diandra Tchatchouang Valériane Vukosavljević Gabby Williams |                                                              |

### Férfi 3x3 kosárlabda
| A 2020. évi nyári olimpiai játékok érmesei férfi 3x3 kosárlabdában | A 2020. évi nyári olimpiai játékok érmesei férfi 3x3 kosárlabdában | A 2020. évi nyári olimpiai játékok érmesei férfi 3x3 kosárlabdában | A 2020. évi nyári olimpiai játékok érmesei férfi 3x3 kosárlabdában |
| ------------------------------------------------------------------ | ------------------------------------------------------------------ | ------------------------------------------------------------------ | ------------------------------------------------------------------ |
| Arany                                                              | Ezüst                                                              | Bronz                                                              |                                                                    |
| Lettország (LAT)                                                   | Az Orosz Olimpiai Bizottság versenyzői (ROC)                       | Szerbia (SRB)                                                      |                                                                    |
| Agnis Čavars Edgars Krūmiņš Kārlis Lasmanis Nauris Miezis          | Ilja Karpenkov Kirill Piszklov Sztanyiszlav Sarov Alekszandr Zujev | Dušan Bulut Dejan Majstorović Aleksandar Ratkov Mihailo Vasić      |                                                                    |

### Női 3x3 kosárlabda
| A 2020. évi nyári olimpiai játékok érmesei női 3x3 kosárlabdában | A 2020. évi nyári olimpiai játékok érmesei női 3x3 kosárlabdában     | A 2020. évi nyári olimpiai játékok érmesei női 3x3 kosárlabdában                                        | A 2020. évi nyári olimpiai játékok érmesei női 3x3 kosárlabdában |
| ---------------------------------------------------------------- | -------------------------------------------------------------------- | --- | ---------------------------------------------------------------- |
| Arany                                                            | Ezüst                                                                | Bronz                                                                                                   |                                                                  |
| Egyesült Államok (USA)                                           | Az Orosz Olimpiai Bizottság versenyzői (ROC)                         | Kína (CHN)                                                                                              |                                                                  |
| Stefanie Dolson Allisha Gray Kelsey Plum Jackie Young            | Jevgenyija Frolkina Olga Frolkina Julija Kozik Anasztaszija Logunova | Van Csi-jüan (Wan Jiyuan) Vang Li-li (Wang Lili) Jang Su-jü (Yang Shuyu) Csang Cse-ting (Zhang Zhiting) |                                                                  |